# Sananda
«Sananda» (МФА: [SHAA-non-DA]; укр. Шанонда) — бенгальський двотижневий жіночий журнал, який видає ABP Group з Колкати, Індія. Зазвичай видання виходить 15 та 30 числа кожного місяця.

## Історія
Журнал «Sananda» був заснований у 1986 році. Перше число вийшло 31 липня 1986 року та одразу ж стало успішним. Журнал друкується бенгальською мовою. Його початковий наклад мав становити 30 000 примірників, але перший випуск розійшовся тиражем у 75 000 примірників. Першим редактором журналу була Апарна Сен. 2005 року її змінила на посаді головного редактора Мадхуміта Чаттопадх'яй. Того ж року журнал започаткував видання мовою орія.